# A te donna
A te donna è il sesto album pubblicato dal cantautore italiano Gigi Finizio. Questo album, pubblicato nel 1984 dalla Visco Disc, contiene dieci canzoni.

## Tracce
1. Esperienza
2. Telefono
3. Odio
4. Viento
5. Passerà
6. A chest'ora tu
7. E stringo i pugni
8. Carillon
9. Ragazza d'oggi
10. Pierrot